# Вільховець (притока Пруту)
Вільховець, Верхівець — річка  в Україні, у Коломийському й Снятинському районах Івано-Франківської області, ліва притока Пруту  (басейн Дунаю).

## Опис
Довжина річки 14 км., похил річки — 8,0 м/км. Формується з багатьох безіменних струмків.  Площа басейну 22,5 км².

## Розташування
Бере  початок на північному заході від села Турки.  Тече переважно на південний схід і впадає у річку Прут, ліву притоку Дунаю.
Населені пункти вздовж  берегової смуги: Ясінки, Ценява, Матеївці, Замулинці, Борщів.
Річку перетинає автомобільна дорога Н10